# بارلت
بارلت (به آلمانی: Barlt) یک شهر در آلمان است که در دیمارشن واقع شده‌است. بارلت ۸۳۰ نفر جمعیت دارد.